# M51 (モッズコート)

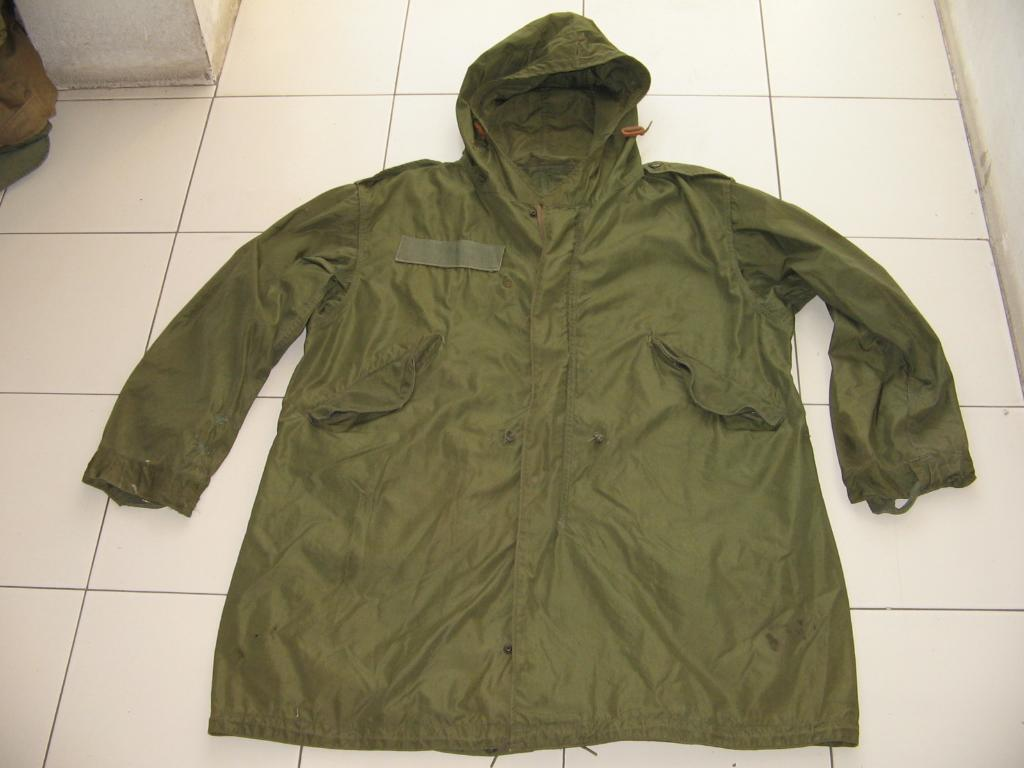
M-51 Fishtail Parka

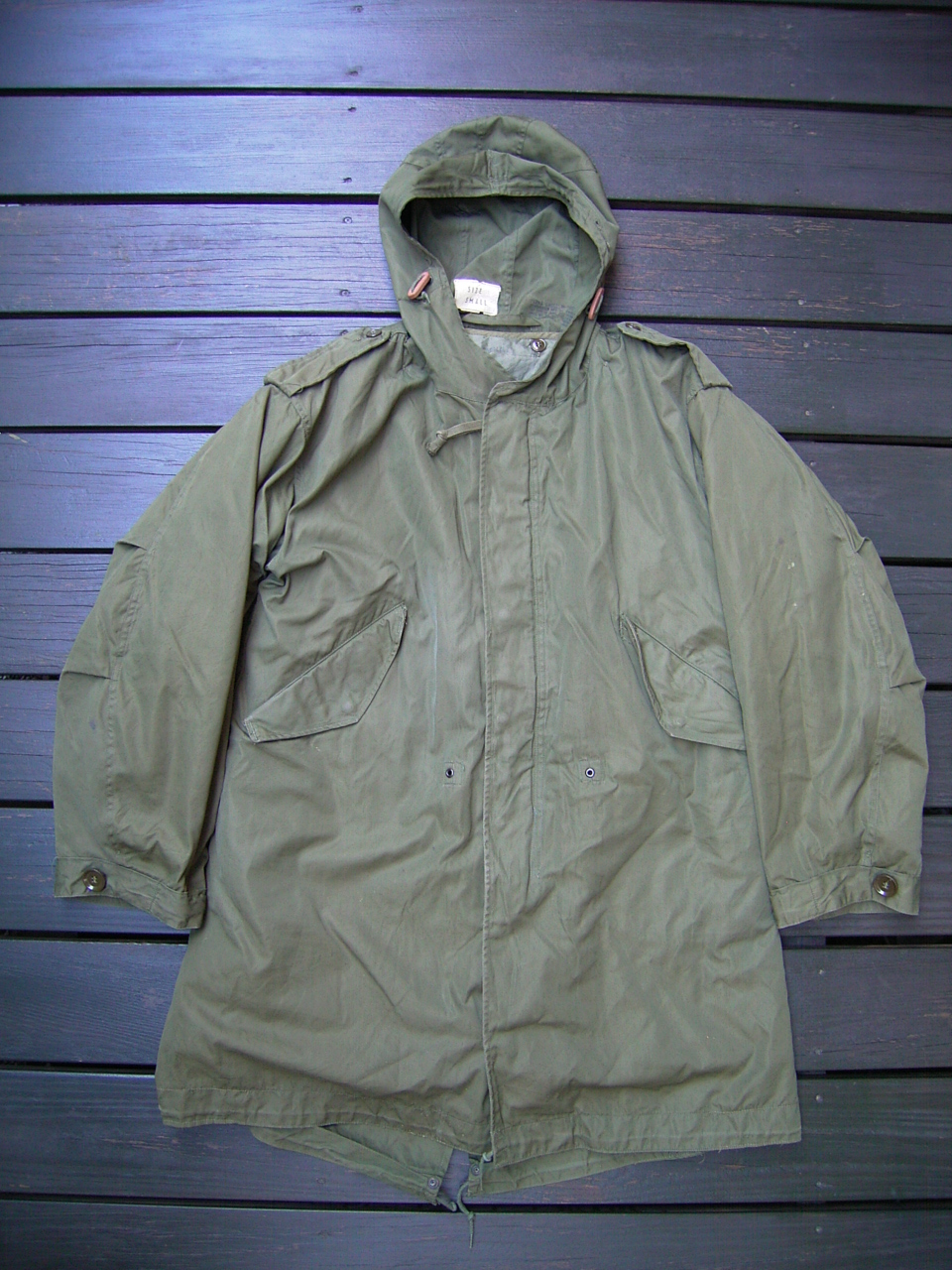
M-1951 PARKA SHELL

M-51「モッズコート」として知られている軍用パーカは、狭義には1950年代に採用された米国地上軍の極寒防寒衣料の51年型モデルを指す。朝鮮戦争でも着用された。

## 概要
米軍MIL規格mil-p-11013（1951年3月14日）により規定される名称は、「PARKA SHELL M-1951」となっている。
いわゆる「フィールドジャケット」の上に羽織る「パーカ」として使用し、襟にはフードが縫い付けられ、フラップ付き大型ハンドポケットが両脇に設置されている。両肩にはショルダーループ（ショルダーストラップやエポレットとも呼ぶ）がある。
フィッシュテール
特徴的な造りとして、裾の後ろが燕尾状に先割れしており、裾に縫い込まれたドローコード（絞り紐）を股の下をくぐらせて前裾と結ぶことで裾の捲れやずり上がりが防止できる様になっている。その裾の独特の形状から欧米等では「フィッシュテールパーカ」などと呼ばれている。特徴あるフィッシュテールを持つパーカは、このM-51パーカのほか、前身である「M-48パーカ」、後継である「M-65パーカ」などがある。
生地など
生地はオリーブグリーン色の薄手の平織りコットンナイロン地である。
生地のヴァリエーションとして、厚手のコットンサテン生地の製品も見られ、この厚手生地のタイプは一般的に「初期型」とされていたが、米軍仕様書では1951年3月の初版スペックからすでにコットンナイロンオックスフォード地を指定していることが確認された。したがって厚手生地の製品の位置付けについては、謎が残されているが、厚生地（コットンサテン、コットンツイル）の製品は、確認できる全例が1951年5月21日付もしくは5月24日付コントラクトであり、また同年の7月31日付コントラクトにはすでに薄生地（コットンナイロンオックスフォード）の製品が観察される。このことにより、初年度においては5月コントラクトのみが厚生地で、7月には薄型に移行したのではないかと考察される。
ファスナー、スナップボタン
正面は大型のスライドファスナー（ジッパー）およびスナップボタン（ドットボタン）にて閉じる仕様となっている。ファスナーは、コンマー・プロダクツ製のアルミまたは真鍮、タロン・ジッパー製のアルミまたは真鍮、CROWN製亜鉛仕上げ、またSCOVILL製(アルミ・ブラス)も一部観察される。またスナップボタンの主なメーカーは、RAUファスナー、スコービル・ファスナー、ユナイテッドカー(日本のアパレルブランドとは無関係の米国メーカー)などが観察される。
なお、このパーカ本体（シェル）にはアタッチメントとして、ウールパイル地の防寒ライナーと獣毛でトリミングされた防寒フードを取り付け、より防寒機能を向上させることができる。

## 呼称
欧米においては一般的にモッズに愛用されたことから「モッズパーカ」あるいは燕尾状の裾の形状から「フィッシュテールパーカ」などと呼ばれている。大量のサープラスがイギリスに渡ったのが、普及した理由の一つという説もある。
現在では「モッズコート」という呼称が定着しているが、90年代までは「モッズパーカ」「シェルパーカ」などと呼ばれることが一般的であった。「モッズコート」の呼称は、1990年代以降の日本のアパレル・ファッション業界が発祥と思われる。国内における「モッズコート」の定義そのものに混乱が見られ、広義の「モッズコート」は、「ミリタリー風コート」とほぼ同義で使われていることがある。
また、米軍衣料のM-51は「パーカ」のほかに「フィールドジャケット」、「トラウザース」なども存在し、このことが混乱に一層の拍車をかけている。